# Alois Hölzl
Alois Hölzl (19. května 1845 Saalfelden am Steinernen Meer – 17. prosince 1911 Saalfelden am Steinernen Meer) byl rakouský politik německé národnosti ze Salcburska, na konci 19. století poslanec Říšské rady.

## Biografie
Původně byl majitelem statku Klinglergut, který později předal synovi Aloisovi. V letech 1890–1902 zasedal jako poslanec Salcburského zemského sněmu. Byl i členem obecní rady a obecního výboru v Saalfeldenu. V zemském sněmu počátkem 20. století zasedal i jeho syn Alois Hölzl mladší.
Byl i poslancem Říšské rady (celostátního parlamentu Předlitavska), kam usedl ve volbách roku 1897 za kurii velkostatkářskou v Salcbursku. Ve volebním období 1897–1901 se uvádí jako Alois Hölzl, velkostatkář, bytem Saalfelden.
Ve volbách roku 1897 kandidoval do Říšské rady za Katolickou lidovou stranu.
Zemřel v prosinci 1911.